# 夏尔-马蒂亚斯·西蒙斯
夏尔-马蒂亚斯·西蒙斯（法語：Charles-Mathias Simons，法語發音：[ʃaʁl matjas simɔns]；1802年3月27日—1874年10月5日）卢森堡政治家和法学家，他是第三任卢森堡首相，任职七年，从1853年9月23日至1860年9月26日。
| 前任： 让-雅克·维尔马尔                     | 卢森堡首相 1853年-1860年     | 繼任： 托纳科男爵                  |
| 前任： 让-雅克·维尔马尔                     | 外交大臣 1848年-1853年       | 繼任： 托纳科男爵                  |
| 前任： 纪尧姆-马蒂亚斯·奥古斯坦             | 司法大臣 1859年              | 繼任： 爱德华·蒂尔热               |
| 前任： 加斯帕尔-泰奥多尔-伊尼亚斯·德·拉方丹 | 国务委员会主席 1869年-1870年 | 繼任： 弗朗索瓦-格扎维埃·维特-帕凯 |